# Heinkel HD 36
Heinkel HD 35 var ett skolflygplan utvecklat under 1920-talet i Tyskland för Svenska flygvapnets räkning.

## Användning i Sverige
Mellan åren 1927 och 1940 ingick Heinkel HD 36 i Flygvapnet och benämndes Sk 6
Ett tresitsigt flygplan Heinkel HD 35 inköptes 1926 av Flygkompaniet för utprovning och utvärdering som ett eventuellt skolflygplan. 1927 köpte Flygvapnet in ett exemplar av den vidareutvecklade varianten Heinkel HD 36 med en 180 hk Mercedes-motor. I samband med köpet förvärvade man även rätten att licenstillverka flygplanet av Heinkels svenska ombud Svenska Aero. 
I december 1928 provflögs den första av 10 svensktillverkade HD 35. Under februari 1929 inleddes leveranserna av flygplanet från Centrala Flygverkstaden Malmslätt (CFM). Flygplanen var utrustade med Mercedes Mc 180 sexcylindriga vätskekylda radmotorer på 160 hk som Flygkompaniet köpt på överskottsmarknaden efter första världskriget. Det sista flygplanet levererades oktober 1929 till F 5 Ljungbyhed. Mellan maj och november 1930 levererades ytterligare tio flygplan. 
Under 1930 inleddes flygplanets roll som skolflygplan på riktigt, men de gamla Mercedes visade sig ha en kort livslängd och ett flertal mindre haverier inträffade på grund av motorstörningar. Efter att flygplanstypen fick flygförbud byttes under 1932-1933 motorerna ut mot 240 hk Armstrong Siddeley Puma. Därmed ökade även toppfarten från 150 km/h till 175 km/h. Eftersom även dessa motorer var gamla användes inte Sk 6 i den grundläggande flygutbildningen utan mer till spanings- och olika tillämpningsövningar.
Efter bara något år monterades några flygplan ner och ställdes i förråd som reservflygplan. 1937-1938 fördelades några fungerande flygplan på F 1 Hässlö, F 2 Hägernäs och F 3 Malmslätt där de användes som sambandsflygplan och allmän flygträning. Fem flygplan kasserades i november 1938 och de sista tre fungerande flygplanen placerades på F 1. under 1939. 
När de kvarvarande flygplanen av Sk 6A slutligen avfördes i december 1940, kom de att användas som skjutmål medan motorerna användes som vindgeneratorer i samband med olika skjutprov. Inget flygplan typ Sk 6A finns bevarat till eftervärlden.

## Varianter
- Sk 6 - Heinkel HD 36 original samt CFM tillverkad med 160 hk Mercedes-motorer
- Sk 6A - utrustade med Armstrong Siddeley Puma-motorer